# Marie-Joseph Lagrange
Albert Marie-Henri (kloosternaam: Marie-Joseph) Lagrange (Bourg-en-Bresse, 7 maart 1855 - Marseille, 10 maart 1938) was een Frans priester, dominicaan en Bijbelexegeet. Hij was de stichter van de École Pratique d'Études Bibliques. Hij kreeg het een tijdje moeilijk toen paus Pius X zijn pijlen richtte op het modernisme.

## Opleiding en vertrek naar Jeruzalem
Lagrange - opgegroeid in een gegoed burgerlijk-intellectueel milieu - bezocht het kleinseminarie en ontwikkelde al op jonge leeftijd een belangstelling voor archeologie en geschiedenis. Zijn vader zag hem liever notaris worden en dus vervolgde Lagrange zijn studies rechtsgeleerdheid in welke wetenschap hij op 20-jarige leeftijd promoveerde. Zijn roeping bleek evenwel sterker en hij trad in 1879 in bij de Paters Dominicanen. Hij werd in 1883 priester gewijd. Tussen 1884 en 1888 doceerde hij in Salamanca en Toulouse kerkgeschiedenis en filosofie. Tussen 1888 en 1890 studeerde hij klassiek Arabische talen in Wenen. Hier leerde hij ook de moderne, Duitse, Bijbelkritiek kennen. In 1890 kreeg hij de opdracht naar Jeruzalem te reizen. In hetzelfde jaar richtte hij aldaar de École Biblique op. Het doel van deze school was om de Bijbel in zijn gehele context te bestuderen. Tot het einde van de negentiende eeuw gingen bijna alle katholieke vertalingen van de Bijbel terug op de Vulgaat. De École Biblique zocht de Bijbel te vertalen aan de hand van de oorspronkelijke teksten en om in de exegese ook de uitkomsten van historisch en archeologisch onderzoek te betrekken. Deze onderzoeksinspanningen leidden in 1956 tot de publicatie van de zogenaamde Bible de Jérusalem.

## Revue Biblique
Vanaf 1892 begon Lagrange met de uitgave van de Revue Biblique, een internationaal tijdschrift dat onder meer bij behoudende theologen - met name Jezuïeten - grote weerstand opriep, vooral vanwege de moderne visies die het tijdschrift gaf op onder meer het auteurschap van de eerste vijf boeken van Mozes en de behandeling van de vraag naar de Goddelijke inspiratie van de Heilige Schrift. Lagrange belandde zo in het kamp van de Franse hoogleraar Alfred Firmin Loisy en de Leuvense theoloog Albinus van Hoonacker, bij wie Henri Poels promoveerde op een proefschrift over de Ark van het Verbond, een proefschrift dat veel stof deed opwaaien. Al deze ontwikkelingen leidden mede tot de encycliek Providentissimus Deus van paus Leo XIII uit 1893, waarin hij kaders stelde voor de Bijbelstudie en waarschuwde tegen het contemporain rationalisme. De encycliek leidde tot de oprichting van de Commissio Pontificia de re Biblica, die moest waken over authentieke (dat wil zeggen: katholieke) interpretatie van de Heilige Schrift.
Vanaf 1903 gaf Lagrange een serie kritische Bijbelcommentaren uit: de Études Biblique. Drie delen daarvan waren van zijn eigen hand: over de historische methode bij Oud-Testamentkritiek, over het boek Richteren en over de semitische godsdiensten. Daarnaast schreef hij nog een aantal studies over Marcus (1911), Romeinen (1916), Galaten (1918), Lucas (1921), Mattheüs (1923) en Johannes (1925). Zijn voornaamste monografieën zijn: Le Judaïsme avant Jésus-Christ (1931), Histoire ancienne du canon du Nouveau Testament (1933) en Critique textuelle—La Critique rationelle, (1935) dat als zijn magnum opus wordt beschouwd.

## Kritiek en waardering
Lagrange kreeg het korte tijd moeilijk na het aantreden van paus Pius X, die niets moest hebben van moderne Bijbelkritiek. In 1912 werd hij zelfs gedwongen Jeruzalem te verlaten, maar hij werd - anders dan bijvoorbeeld Loisy - niet van zijn leerbevoegdheid ontheven, laat staan geëxcommuniceerd. Lagrange zocht en vond wegen om zijn werkwijze in overeenstemming te brengen met de standpunten van de Kerk. De oprichting van het Pauselijk Bijbelinstituut in 1909 kan gezien worden als een poging om de Bijbelstudie onder rechtstreeks gezag van de paus te brengen.
In 1992 opende paus Johannes Paulus II het proces van zaligverklaring van pater Lagrange.